# Cá chép kính
Cá chép kính là một loại cá, thường được tìm thấy trong Vương quốc Anh và châu Âu. Tên "Cá chép kính" bắt nguồn từ sự tương đồng của vảy của chúng với gương.Chúng có thể phát triển vượt quá 60 lb. Sự khác biệt giữa cá chép gương và cá chép thông thường là di truyền và trực quan của cả hai sinh học là tương tự. Cá chép gương là đột biến đầu tiên của cá chép thông thường, do hai gen thay thế, S allele và N allele. Thuật ngữ di truyền cho một con cá chép kính là "ssnn". Cá chép thông thường có một mẩu vảy đều, thường xuyên, trong khi cá chép gương có tỉ lệ bất thường và không đồng đều, làm cho loài cá độc đáo và có thể xác định bằng mắt thường, dẫn đến hầu hết cá chép gương ở Anh hơn £ 40 có biệt danh.
Sự thiếu vảy này được nhiều người tin rằng đã được nhân giống bởi một nhà sư để làm cho cá dễ dàng hơn cho chế biến trên bàn ăn. Kỷ lục của Anh hiện nay (tính đến ngày 13 tháng 12 năm 2009) là một con cá chép được gọi là 'Two tone' do màu sắc của nó, bắt từ hồ Conningbrook ở Kent và nặng 67 lb 14 oz (30,45 kg). 'Two Tone' đã được tìm thấy chết trong hồ của mình vào ngày 14 tháng 8 năm 2010. Kỷ lục thế giới hiện nay (tính đến tháng 6 năm 2012) đứng ở mức 101 lb 4oz, bắt từ hồ Aqua ở Hungary Roman Hanke.

## Hình ảnh

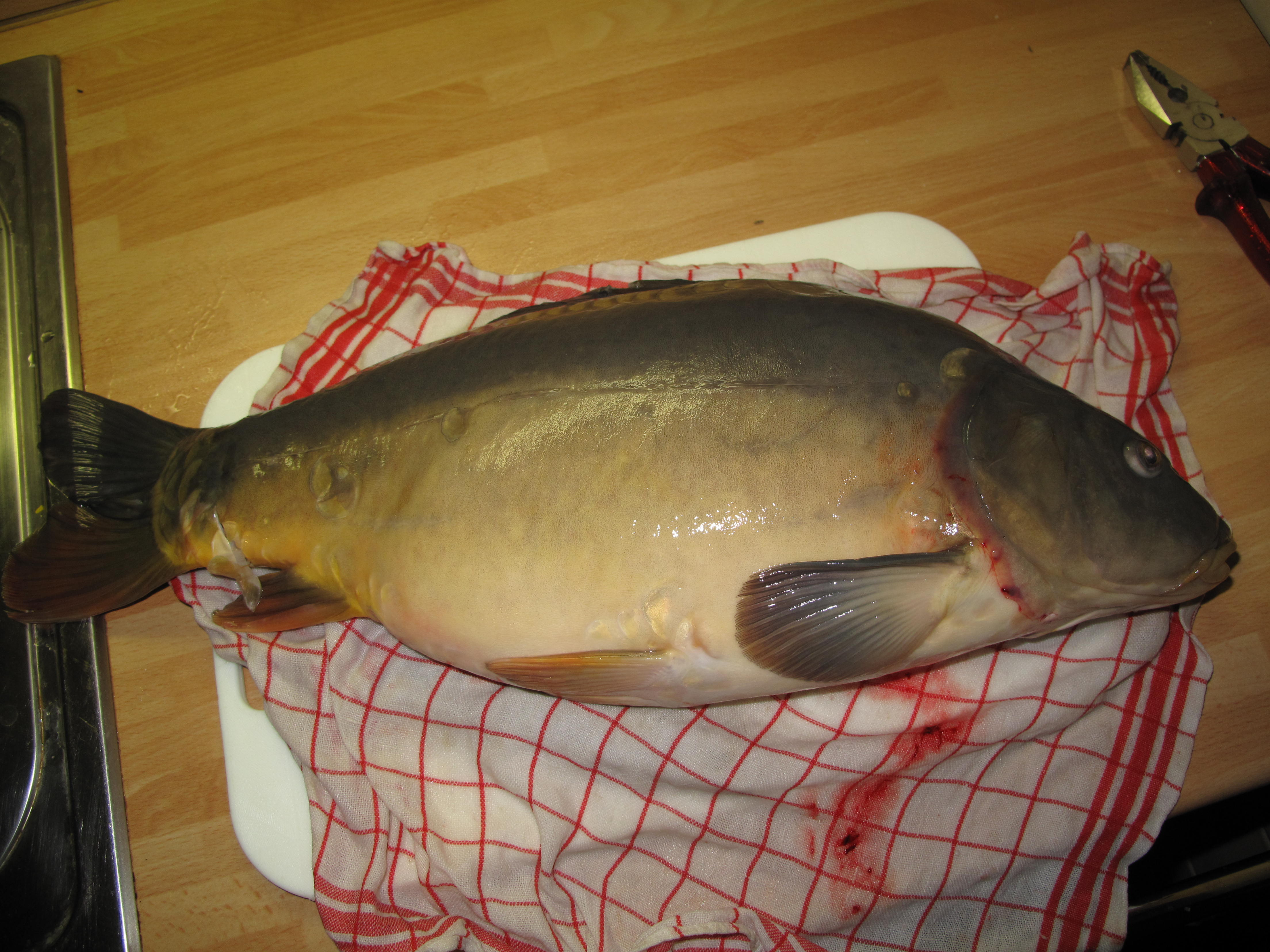
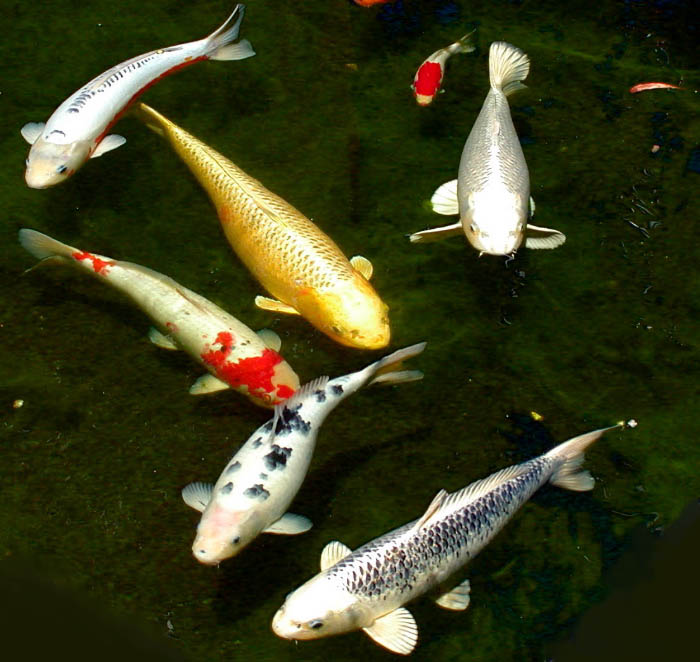
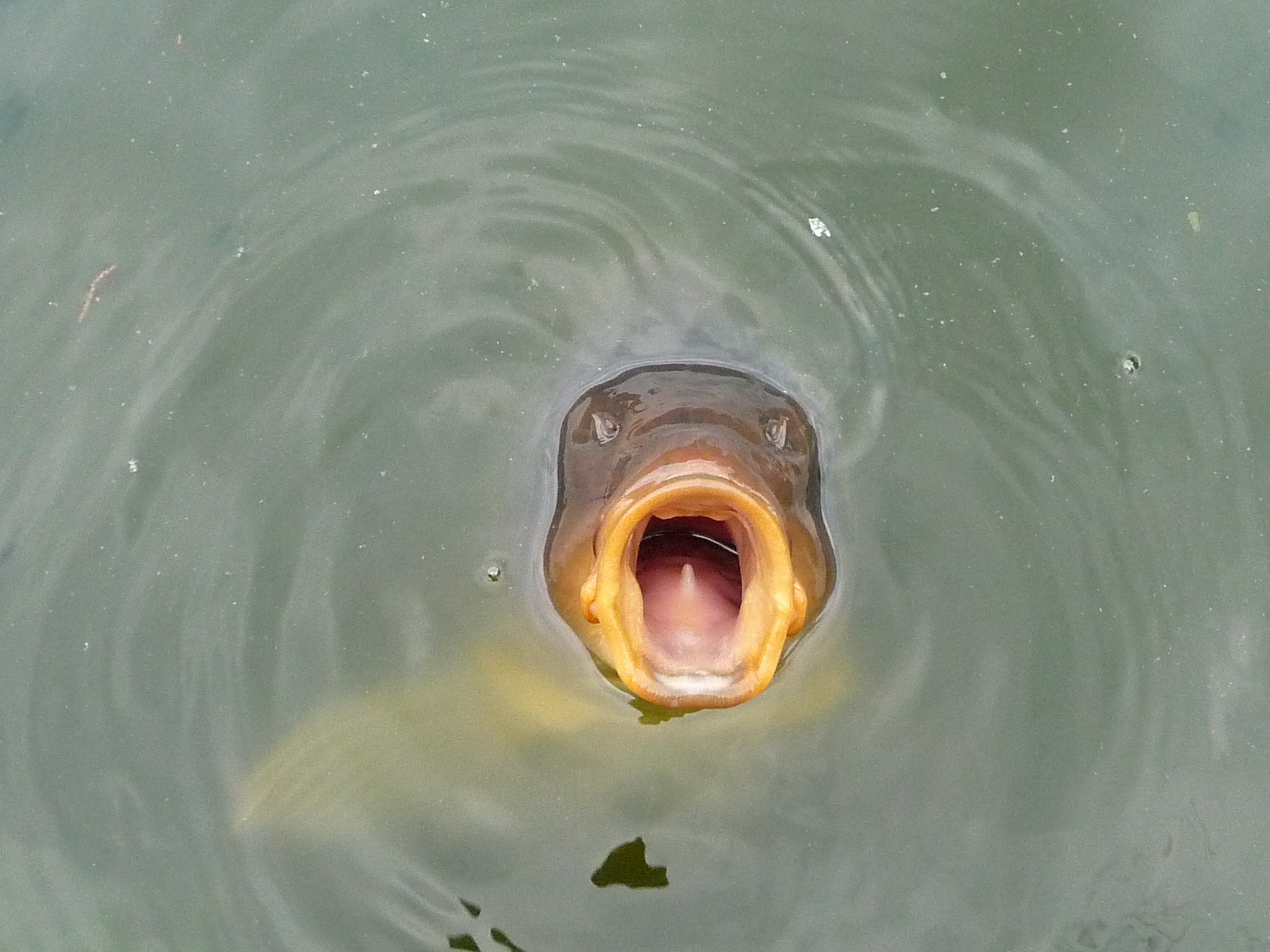
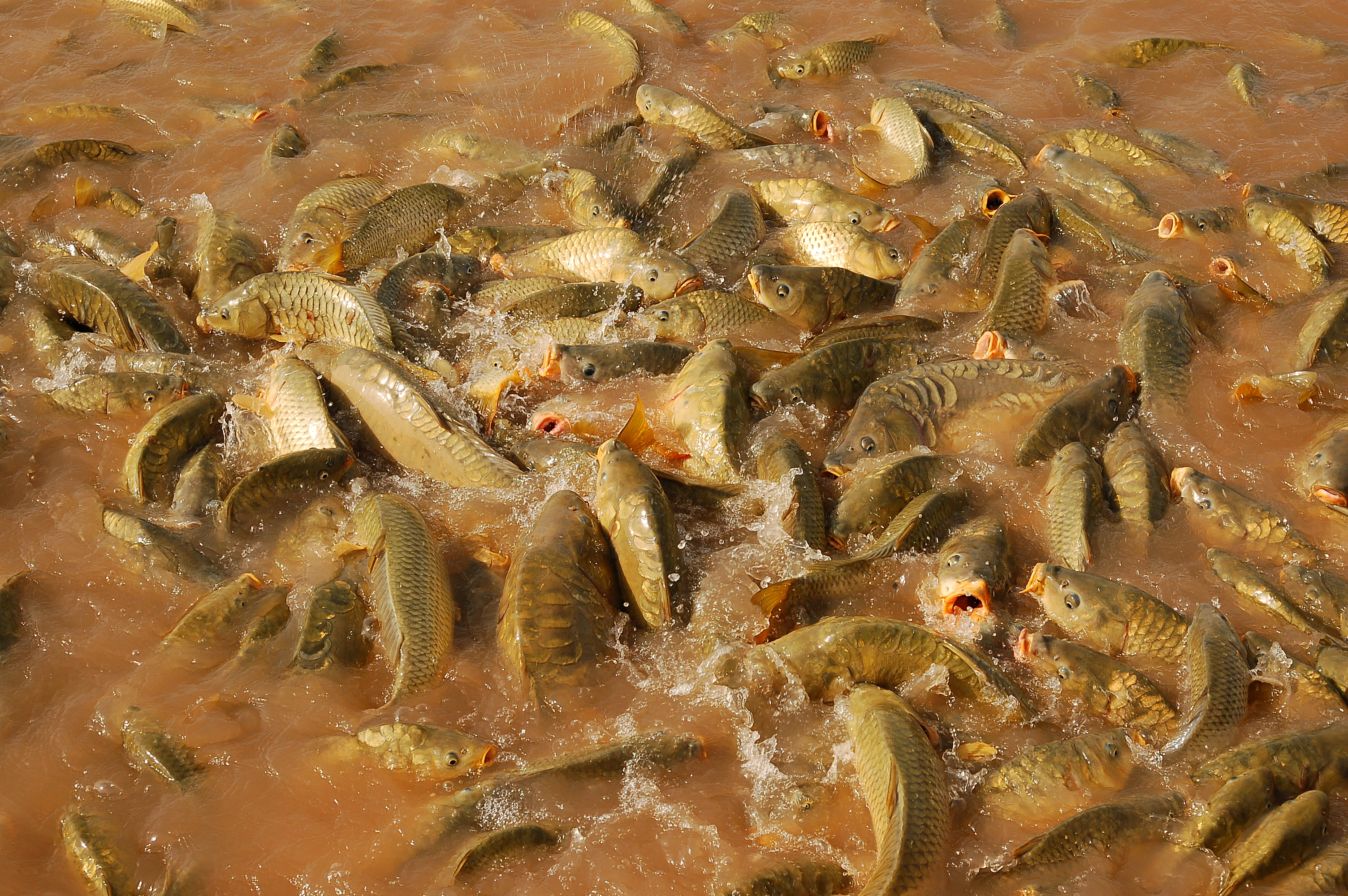